# 疋田由香里
疋田由香里（日语：疋田 由香里，9月13日—），日本女性配音員、旁白。出身於大阪府。身高161cm。O型血。妹妹疋田涼子也同樣從事配音工作。

## 簡介
青二Production所屬。神戶市外國語大學俄語學科、青二塾大阪校第12期畢業。青二塾大阪校時期開始和同校出身的渡邊武彥多次主持關西電台的地方廣播節目。

## 人物
除了從事配音工作之外，還和同期的小松里歌一起組成雙人聲優組合「由香里里歌（ゆかりりか）」從事唱歌和繪本閱讀等廣泛的相關活動。
資格：英語檢定2級、整體推拿。
興趣：散步、二胡彈奏、唱歌、芳香療法。特長：按摩。
擅長方言：關西方言。

## 演出
粗體字表示主要角色。

### 電視動畫
1998年
- 怪博士與機器娃娃 (1997年版)（貓C、學生1）

1999年
- 守護月天！（瓠瓜）
- ONE PIECE（莉莉佳〈莉佳的母親〉）

2000年
- 勝負師傳說 哲也（團地〈少年時期〉）
- 女神候補生（修繕師B）

2002年
- Kanon (第1作)（女服務生）
- 寶貝奶奶（間亞紀）

2003年
- 音速小子X（托帕茲、海倫的媽媽）

2004年
- 爆裂天使（小孩C）

2005年
- 天使心（小夜子）

2008年
- 西洋古董洋菓子店 ～Antique～（家政婦）

2011年
- 櫻桃小丸子 (第2期)（2011年—2014年，麻由美、女孩子A、惡童A）

2014年
- 摩登妖怪物語（日语：くつしたがだるだるになっちゃうわけ 〜イマドキ妖怪図鑑〜）（[6]）

2018年
- 爆釣王（日语：爆釣バーハンター）（2018年—2019年，長良川鮎的朋友）

### 電影動畫
- 喬瑟與虎與魚群（2020年）
- 名偵探柯南：萬聖節的新娘（2022年，記者）

### OVA
- 櫻花大戰New York·紐約（日语：サクラ大戦 ニューヨーク・紐育）（2007年，菲）

### 網路動畫
- 怪醫黑傑克（2001年，母親、椎竹夫人）

### 遊戲
1999年
- 同居情事W ～兩人～（日语：ルームメイトW 〜ふたり〜）（山口優子）

2002年
- Thread Colors ～再見的另一面～（日语：Thread Colors〜さよならの向こう側〜）（當麻美津子）

2003年
- 夏夢夜話（日语：夏夢夜話）（愛莉絲）

2007年
- 戰國無雙KATANA（日语：戦国無双KATANA）（旁白）
- 長劍風暴：百年戰爭（凱倫）

2008年
- 戰場女武神（女性接線員）

2013年
- Anima Lotta 2（日语：アニマロッタ）（旁白）

### 廣播劇CD
- 成惠的世界（天乃川宇宙）
- 幻想傳奇 CHAPTER.3（卡利奧恩）
- 命運傳奇 PROUST -FORGOTTEN CHRONICLE
- 無宿浪人KIVA吉（櫻）
- 女神異聞錄Persona Vol.1（馬克的母親）

### 特攝影集
2002年
- 忍風戰隊破裏劍者（扇忍獸馬德基的聲音）

### 廣播節目
- AM KOBE：週三酷請求（節目主持人）

### 旁白
朝日電視台
- 小小散步（日语：ちい散歩）（「尋找好東西 小小散步俱樂部」單元）
- 若大將的悠哉悠哉散步（日语：若大将のゆうゆう散歩）（「尋找好東西」單元）
- 烏合之眾Plus（日语：やじうまプラス）
- 男女糾察隊
- 蠟筆小新：大對決！機器人爸爸的反擊 小新最新電影大對決哦SP

富士電視台
- 超V.I.P.（日语：超V.I.P.）
- 微笑毛犬的熱情（日语：笑う犬）
- FNS地球特搜隊Diebuster（日语：FNS地球特捜隊ダイバスター）

其它電視台、平台
- 賢者的選擇（日语：賢者の選択）（TwellV）
- 東西軍旅行團（日本電視台）
- Asia Navi（旅Channel（日语：旅チャンネル））
- 宮崎美子鈴蘭書堂（日语：宮崎美子のすずらん本屋堂）（BS11）

## 外部連結
- 青二Production公式官網的聲優簡介 （日語）
- eucalyp*blog （页面存档备份，存于） （日語）－疋田由香里的官方個人部落格。
- 疋田由香里的X（前Twitter） （日語）
- 天然珊瑚俱樂部 （页面存档备份，存于） （日語）－聲優組合「由香里里歌」的官方網站。